# Batalla de les Mil Illes
La Batalla de les Mil Illes  es va lliurar del 16 al 24 d'agost de 1760, a la part superior del riu Sant Llorenç, entre les Mil Illes, al llarg de l'actual frontera entre Estats Units i Canadà, entre tropes britàniques i forces franceses durant diverses fases de la Guerra Franco-Índia.

## Antecedents
Després de la caiguda del Quebec a la batalla de les Planes d'Abraham de 1759, el general Jeffrey Amherst, comandant en cap britànic, es va preparar per llançar un atac de tres fronts per prendre Montreal. Les columnes havien d'avançar al llarg del riu Sant Llorenç des de Quebec cap al nord-est, remuntant el riu Richelieu des del llac Champlain al sud i des d'Oswego al llac Ontario cap a l'oest. Aquesta darrera força, que Amherst va dirigir personalment, comptava amb uns 10.000 homes i 100 canons de setge. Sis mesos després de perdre Quebec, François Gaston de Lévis va reunir una important força a Mont-real els britànics van ser greument derrotats, patint més de 1.000 baixes en menys de dues hores a la batalla de Sainte-Foy. Murray va decidir tornar a la ciutat i Lévis va mantenir el setge però no va poder prendre mai la ciutat doncs els reforços que esperava no van arribar i va arribar pel riu una flota britànica. Lévis va optar llavors per retirar-se i tornar a Mont-real. Els anglesos van acabar amb qualsevol expectativa francesa de recuperar Nova França derrotant a la seva flota a la batalla de Restigouche el mes de juliol.

## La batalla
El combat va tenir lloc a Fort Lévis (al voltant d'una milla riu avall de l'actual Ogdensburg Prescott-International Bridge), Point au Baril (actual Maitland, Ontario) i a les aigües circumdants i les illes. La petita guarnició francesa a Fort Lévis va aguantar l'ofensiva britànica a la badia durant més d'una setmana, enfonsant dos vaixells de guerra britànics i paralitzant un terç de la flota anglesa ancorada a la badia. La seva resistència va retardar l'avanç britànic a l'oest de Montreal.

## Conseqüències
Després de la batalla, la força de Jeffrey Amherst va romandre a Fort Lévis durant quatre dies i després va dirigir-se a Montreal, on es va reunir amb les forces del Quebec i el llac Champlain i encerclant completament Montreal. Les forces britàniques de tres fronts amb un total de 17.000 homes van començar a convergir a la ciutat, cremant pobles al llarg del camí i provocant desercions massives de la milícia canadenca. El 8 de setembre, Montreal va ser rendida pel governador de Nova França, el marquès de Vaudreuil, per evitar més vessament de sang.